# Proctonemesia
Proctonemesia là một chi nhện trong họ Salticidae.